# Maison départementale des personnes handicapées

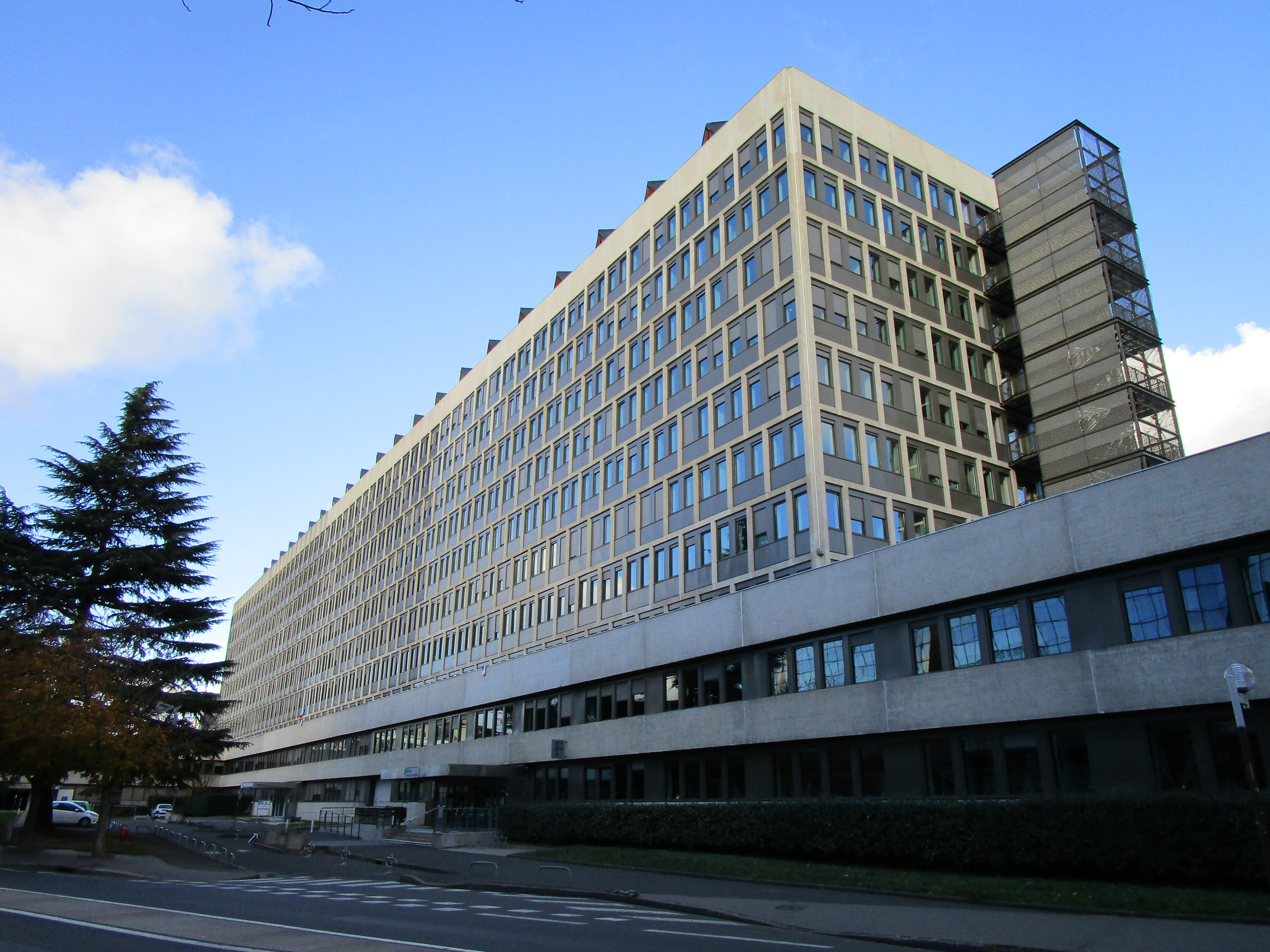
Siège du département d'Indre-et-Loire, qui inclut la maison départementale des personnes handicapées, à Tours.

La maison départementale des personnes handicapées (connue aussi sous le sigle : MDPH), ou dans le cas du Rhône et de la métropole de Lyon la maison départementale et métropolitaine des personnes handicapées (MDMPH), est, en France, créée par la loi du 11 février 2005  sous forme de groupement d’intérêt public (GIP). Elle est présente dans chaque département français et fonctionne comme un guichet unique chargé de l’accueil et de l’accompagnement des personnes handicapées et de leurs proches. La MDPH a également pour objectif de sensibiliser les personnes sur les problèmes liés au handicap.
Dans chaque département, la MDPH prend en charge les démarches liées aux différentes situations de handicap et en effectue le suivi.
Au sein de chaque MDPH, la commission des droits et de l'autonomie des personnes handicapées (CDAPH) prend les décisions concernant les aides et les prestations attribuables à la personne reconnue handicapée. Ces décisions étaient auparavant du ressort de la COTOREP (pour l'adulte) et de la Commission départementale de l'éducation spéciale (CDES) (pour l'enfant).

## Droits et prestations
Pour l'enfant en situation de handicap, la MDPH peut être sollicitée pour différentes aides :
- l'allocation d'éducation de l'enfant handicapé (AEEH)[7] ;
- la prestation de compensation du handicap (PCH)[8] ;
- l'orientation vers un établissement ou service médico-social ;
- le projet personnalisé de scolarisation (PPS)[9].

De même, pour l'adulte en situation de handicap, la MDPH peut être sollicitée pour différentes aides :
- la reconnaissance de la qualité de travailleur handicapé (RQTH)[11] qui donne droit à un certain nombre de prestations ou d'aide pour les travailleurs handicapés et leur employeur. Cette reconnaissance permet aux personnes handicapées d'être embauchées par des entreprises adaptées et par conséquent, d'être bien orientées dans leur projet professionnel ;
- l'orientation professionnelle (orientation vers un établissement ou service d'aide par le travail, orientation vers un centre de pré-orientation ou de réorientation professionnel, accès à des formations…) ;
- l'orientation vers un établissement ou service médico-social ;
- l'allocation aux adultes handicapés (AAH)[12] ;
- la prestation de compensation du handicap (PCH)[13] qui a remplacé l'allocation compensatrice pour tierce personne (ACTP)[14].

Les MDPH ont également comme fonction d'instruire les demandes de carte mobilité inclusion (CMI) mention stationnement, invalidité ou priorité. La décision d'attribution ou de refus des CMI est prise par le président du conseil départemental, et c'est ensuite l'Imprimerie Nationale qui est chargée de la fabrication et de l'envoi de cette carte.

## Fonctionnement

### Dépôt de la demande à la MDPH
Pour que la MDPH puisse répondre à la demande d'une personne handicapée, celle-ci doit remplir un formulaire dans lequel elle exprime son projet de vie. Les formulaires type (cerfa) sont disponibles dans les MDPH ou sur internet. Le formulaire doit être accompagné d'un certificat médical et de justificatifs (pièce d'identité ou passeport et justificatif d'identité). L'arrivée du formulaire Cerfa no 15692*01 en application depuis janvier 2017 permet une meilleure reconnaissance de l'aidant familial.
Chaque MDPH sert de guichet unique afin de faciliter la communication entre le demandeur et son interlocuteur. En effet, les personnes handicapées communiquent avec un agent travaillant par la MDPH de rattachement quelle que soit la demande d'aides ou de prestations.

### Évaluation des besoins
Après dépôt d'une demande d'aide (AAH, AEEH), de prestation (PCH, ACTP) ou de reconnaissance (RQTH), une équipe pluridisciplinaire évalue la situation et les besoins de la personne,. Sur la base du projet de vie de la personne handicapée et des barèmes et/ou critères d’ouverture de droits définis par voie réglementaire, l’équipe pluridisciplinaire évalue les besoins de compensation de la personne handicapée et détermine éventuellement un taux d'incapacité permanente.

### Décision de la CDAPH
Après évaluation de la situation par une équipe pluridisciplinaire, la Commission des droits et de l'autonomie des personnes handicapées (CDAPH) décide des suites à donner aux demandes des personnes handicapées concernant leurs droits, le projet de vie de la personne ainsi que le plan personnalisé de compensation du handicap. Les décisions prises par la CDAPH dans un département sont valables pour tout le territoire national.

## Missions
La maison départementale des personnes handicapées assure plusieurs missions, :
1. Elle accueille, informe, accompagne et conseille les personnes handicapées ainsi que leur famille ;
2. Elle accompagne les personnes handicapées et les familles après l'annonce ou lors de l'évolution de leur handicap ;
3. Elle œuvre à la sensibilisation de tous les citoyens au handicap ;
4. Elle traite les dossiers intéressant la personne handicapée. La MDPH gère toutes les demandes de droits ou prestations qui relèvent de la compétence de la commission des droits et de l’autonomie des personnes handicapées (CDAPH) ;
5. Elle met en place une équipe pluridisciplinaire chargée notamment d’évaluer les besoins de compensation de la personne handicapée et son incapacité permanente sur la base de son projet de vie et de proposer un plan personnalisé de compensation du handicap ;
6. Elle apporte à la personne handicapée et à sa famille l'aide nécessaire à la formulation de son projet de vie et l'aide nécessaire à la mise en œuvre des décisions prises par la CDAPH ;
7. Elle désigne la personne référente chargée de recevoir et d'orienter les réclamations individuelles vers les services compétents et un référent pour l'insertion professionnelle ;
8. Elle met en place et organise la procédure de conciliation interne, elle établit la liste des personnes qualifiées pour proposer des mesures de conciliation lorsqu’une personne souhaite contester une décision prise par la commission des droits et de l’autonomie des personnes handicapées (CDAPH) ;
9. Elle gère le fonds départemental de compensation du handicap : il permet d'accorder des aides financières destinées aux personnes handicapées afin de faire face aux frais de compensation restant à leur charge, après déduction de la prestation de compensation.

## La Commission exécutive

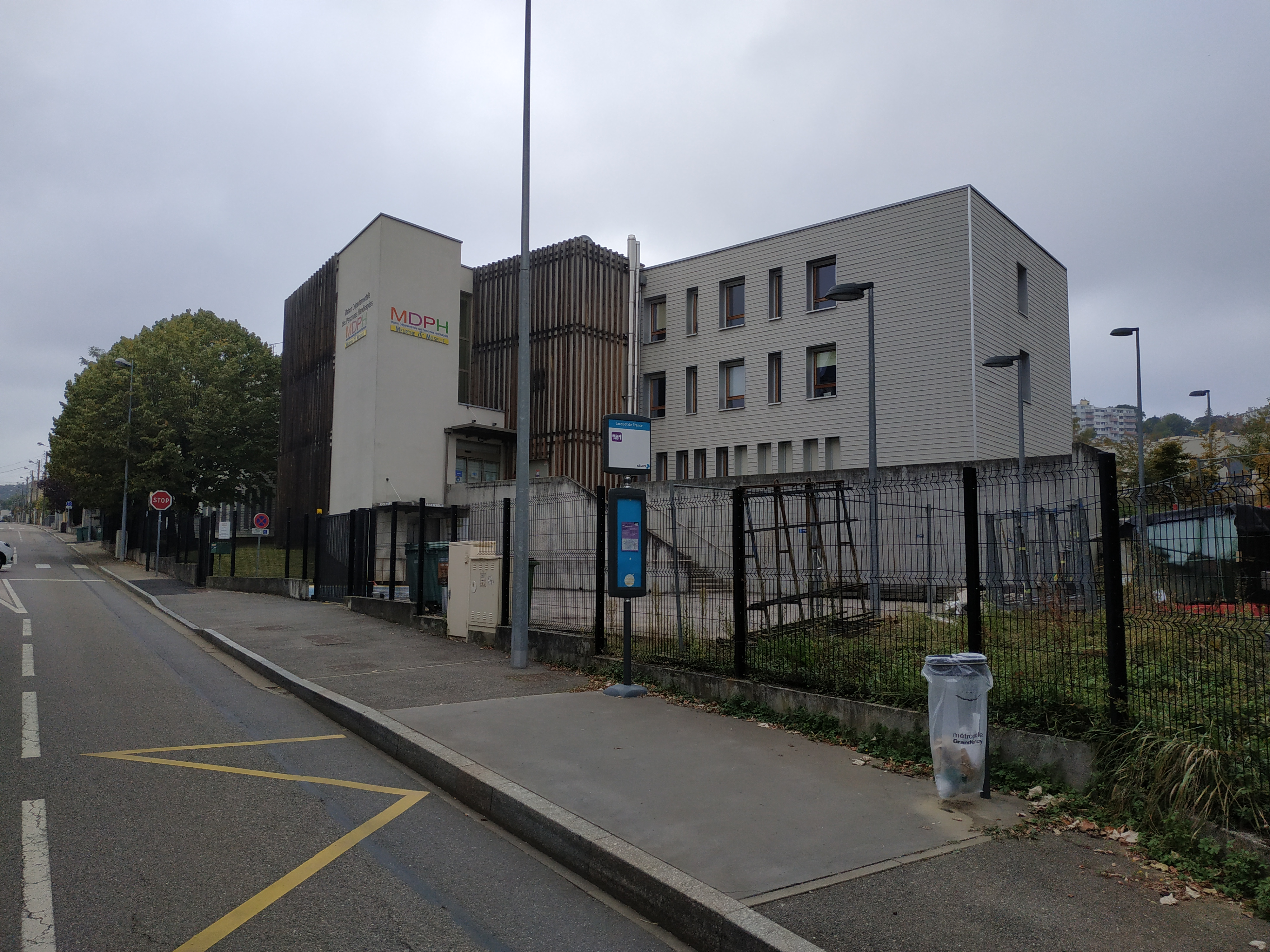
MDPH de Meurthe-et-Moselle

Chaque maison départementale des personnes handicapées est gérée par une commission exécutive, présidée par le président du conseil départemental qui est chargé d'assurer la tutelle administrative et financière.
Cette commission est composée de membres représentant :
- le département (pour moitié de ses membres) ;
- les associations des personnes handicapées (pour un quart de ses membres) ;
- l'État et les organismes d'assurance maladie et d'allocations familiales (pour un quart de ses membres)
- l'agence régionale de santé.

Chaque MDPH est dirigée par un directeur qui est nommé par le président du conseil départemental. Ce directeur est chargé de mettre en œuvre les décisions de la commission exécutive et de nommer les membres de l'équipe pluridisciplinaire.

## Organisation
Le travail de la MDPH s'articule autour de l'équipe pluridisciplinaire, la commission des droits et de l'autonomie des personnes handicapées et le référent pour l'insertion professionnelle.
- L'équipe pluridisciplinaire: les membres sont nommés par le directeur de la maison départementale des personnes handicapées (MDPH). Les membres sont des professionnels ayant des compétences médicales ou paramédicales, des compétences dans les domaines de la psychologie, du travail social, de la formation scolaire et universitaire, de l'emploi et de la formation professionnelle[24]. Chaque équipe doit être apte à évaluer les besoins de compensation du handicap et de proposer un plan personnalisé de compensation du handicap, quels que soient la demande et le type de handicap.
- La commission des droits et de l'autonomie des personnes handicapées (CDAPH) décide des suites à donner aux demandes des personnes handicapées concernant leurs droits, le projet de vie de la personne, ainsi que du plan personnalisé de compensation du handicap[25].
- Le référent pour l'insertion professionnelle est chargé de faciliter l'accès des travailleurs handicapés au service public de l'emploi. Il a comme mission de recevoir et d'orienter les demandes individuelles de chaque personne vers les services et les autorités compétents.

L'obligation pour les MDPH de constituer en leur sein une équipe de veille pour les soins infirmiers a été supprimée par la loi du 28 juillet 2011 tendant à améliorer le fonctionnement des maisons départementales des personnes handicapées et portant diverses dispositions relatives à la politique du handicap, au motif que cette équipe relèverait plutôt du champ d'intervention de l'agence régionale de santé. Elle avait pour mission d'évaluer les besoins de prise en charge de soins infirmiers, de mettre en place les dispositifs permettant d'y répondre et de gérer un service d'intervention d'urgence auprès des personnes handicapées.

## Données législatives et réglementaires
Les MDPH ont été définies par l'article no 64 de la loi du 11 février 2005 pour l'égalité des droits et des chances, la participation et la citoyenneté des personnes handicapées, dite loi handicap.
Leur fonctionnement est précisé dans le décret no 2005-1587 du 19 décembre 2005. Les MDPH font l'objet d'une codification aux articles L. 146-3 et suivants du code de l'action sociale et des familles.

## Évolution
Dans le cadre de la loi relative à l’adaptation de la société au vieillissement, la création de Maisons Départementales de l’Autonomie (MDA) a été proposée. Une crainte a été exprimée concernant une disparition des MDPH au profit des MDA,. Ces MDA sont destinées à s’adresser à « toute personne en situation de perte d’autonomie, quel que soit son âge ». Dans cet objectif de rapprochement des services concernant les personnes âgées (PA) et les personnes handicapées (PH), la Caisse nationale de solidarité pour l’autonomie (CNSA) a déjà appuyé plusieurs départements qui ont créé des maisons départementales de l’autonomie (MDA).

## Délais
Les délais de certains MDPH sont l'objet de critiques régulières. Depuis quelques années, le CNSA publie un "Baromètre" permettant d'objectiver le sujet.